# شبات كسابي
شبات كسابي (بالألبانية: Shpat Kasapi‏) (بالمقدونية: Шпат Касапи) وهو مغني من ألبان مقدونيا ولد في يوم 2 مايو 1987 في مدينة تيتوفو في جمهورية مقدونيا الإشتراكية في يوغسلافيا وقد تم ترشيحه في 2009 في مسابقة يوروديفيشن.